# Ichetucknee River
Der Ichetucknee River ist ein Fluss im Staat Florida in den Vereinigten Staaten.

## Etymologie
Der Name leitet sich vermutlich aus einer Muskogee-Sprache ab, möglicherweise von Creek hvcce-tuccenē „drei Bach“. Eine weitere weit verbreitete Übersetzung ist „Biber Teich“, abgeleitet von Ue – „Wasser“ und Ecas – „Biber“. Der Anthropologe John Reed Swanton übersetzte Oetcotukni von ue-cutoknē „klumpig Wasser“.

## Geographie

### Ichetucknee Springs

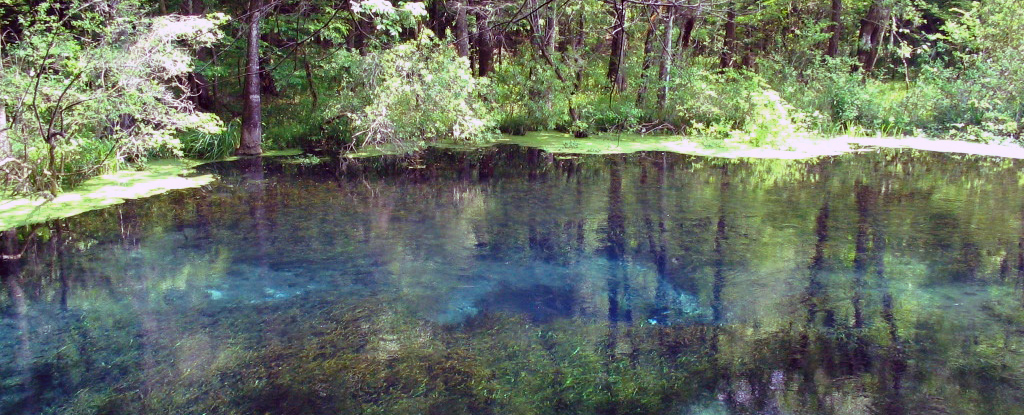
Blue Spring

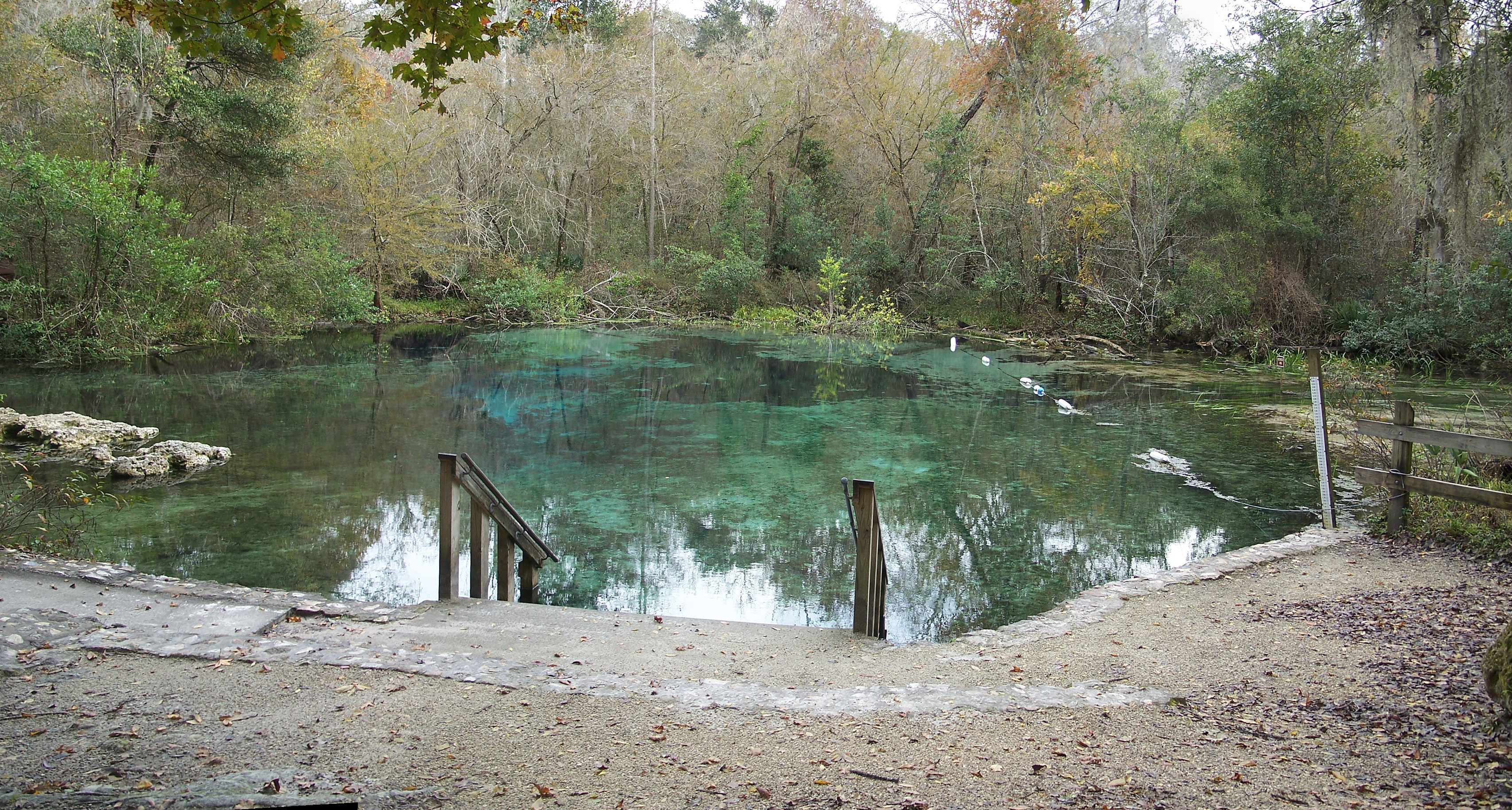
Hauptquelle

Der Ichetucknee River entspringt mehreren Karstquellen, den Ichetucknee Springs im etwa 9 km² großen Ichetucknee Springs State Park. Die Quellen liegen östlich von Branford in den Countys Suwannee und Columbia. Der Ichetucknee River bildet dabei großteils die Countygrenze. Nördlich davon verläuft die Florida State Road 238.
Die größten Quellen sind die Headspring genannte Hauptquelle, Blue Spring und Devils Eye Spring. Weitere Quellen sind Roaring Springs, Singing Springs, Boiling Spring, Grassy Hole Springs, Mill Pond Spring, und Coffee Spring. Alle Quellen zusammen schütten 10.220 l/s.
In den frühen 1990er Jahren, wiesen die Quellen Anzeichen eines fortschreitenden Verfalls der Wasserqualität auf.

### Verlauf
Der Ichetucknee River verläuft vorwiegend nach Südwesten, unterquert den US Highway 27 und mündet in den Santa Fe River. An der Mündung treffen die drei Countys Suwannee, Columbia und Gilchrist zusammen.

## Daten
Der Ichetucknee River ist auf seinen 9,7 km durchschnittlich 6,1 m breit und 1,5 m tief. Durch das frische Quellwasser ist der Fluss glasklar und hat ganzjährig eine Temperatur von 22 °C.